# Xã Northville, Quận LaSalle, Illinois
Xã Northville (tiếng Anh: Northville Township) là một xã thuộc quận LaSalle, tiểu bang Illinois, Hoa Kỳ. Năm 2010, dân số của xã này là 7.410 người.